# 萧云浦
萧云浦（1837年—1910年），常以店号称其“萧裕丰”或“萧百万”，晚清扬州大盐商，江西省吉安府泰和县人。
清道光丁酉年（1837年）十一月初十，萧云浦出生于江西省吉安府泰和县上田村（今属澄江镇）。
萧云浦自祖辈赴四川雅州开设“怡丰商号”，经营内地与云贵藏之间的货物贸易而致富，业务扩展至两湖的汉口、湘潭。父亲萧炳南花钱为儿子捐纳光禄寺署正的官职。
洪杨战乱后，两江总督曾国藩推行两淮盐务新政，实行盐引招商。萧炳南赶赴扬州应招，得到首批盐票，萧云浦遵父命从事盐业，进入四岸公所担任会计。后与同乡周扶九合办盐号、裕丰隆钱庄，不久成为扬州八大总商之一。
同治十二年（1873年），萧云浦参加乡试，考取第六名举人，获得刑部郎中的散职，并被推举为扬州商界领袖。长子萧敷德于光绪十七年（1891）乡试，中第六名举人。于是萧云浦在扬州兴建双桂书屋，庆贺父子双双折桂。萧云浦还为父亲捐纳诰授荣禄大夫，为本人捐纳一品的光禄大夫。父亲萧炳南在四川管理萧怡丰总号，扬州、汉口、湘潭三地分号则交给儿子萧云浦、萧筱泉等运营。
萧云浦又请莲花县籍“兄弟进士”朱益濬、朱益藩撰写《家传》；又请苏州籍状元陆润庠撰写《祠堂记》和《谱序》，用以提告家族声望。
萧云浦晚年将元丰祥盐号交给孙子萧哲夫与同乡萧衡才、刘厚生等经营，自己则在双桂书屋品茶赏玩古董字画，并建守约山房存放大量藏品。
萧云浦在家乡上田村，重建萧氏宗祠咸正堂，光绪二十四年（1898年）落成。又建临清书屋、书院。此外还多行义举，建造房屋供灾民和穷人居住，黄河决堤时，捐赠六十万白银赈济数十万灾民。
宣统庚戌年（1910年）十一月二十七日，萧云浦在扬州去世。死后二十年，民国十九年（1930年），亡妻为超度萧云浦，在扬州小秦淮河东的埂子街北首146号，建造了民国时期扬州建造的最大的庙宇愿生寺，现为扬州市文物保护单位。
1930年代土地革命期间，萧家在上田的田产部分被没收。抗日战争时期，在上海、长沙等地盐号、店房，以及上田房屋，部分被日军炸毁。1949年以后，上田村的萧氏产业，枫山田庄 全部分给农民或由公家占用。
萧云浦在家乡上田村兴建的祠宅庄园，在抗战期间，一度成为浙江大学西迁时校舍，1949年以后先后兴办上田初中、城西初中，现一部分为泰和六合中学校舍，一部分为上田变电站。现存校长办公楼（临清书屋）、浙大礼堂（原萧百万家庭宗祠）、浙大农学院（原华阳书院）、澄江学校（萧氏祠堂彝叙堂）、浙大俱乐部（萧氏祠堂种德堂）。现以浙大西迁泰和旧址群之名列为江西省文物保护单位。侄子萧蒲村兴建“趣园”，主体建筑遐观楼，曾用作图书馆，已经消失，近年进行异地重建，辟为浙大西迁陈列馆。

## 家庭
- 妻卢氏（1835-1885），江西上饶人，浙江布政使卢定勋之女
- 妾王氏，湖南人
- 妾翟氏（1873-），江都人
- 长子萧敷德，光绪十七年举人
- 四字萧泽民